# 布吕莱
布吕莱（法語：Bruley，法語發音：[bʁylɛ]）是法国默尔特-摩泽尔省的一个市镇，位于该省西南部，属于图勒区。

## 地理
布吕莱（48°42'26"N, 5°51'1"E）面积6.25 平方千米，位于法国大東部大區默尔特-摩泽尔省，该省份为法国东北部内陆省份，是洛林的一部分，北邻比利时、卢森堡，北起顺时针与摩泽尔省、下莱茵省、孚日省和默兹省接壤。
与布吕莱接壤的市镇（或旧市镇、城区）包括：布夫龙、埃克鲁沃、富镇、拉讷沃维尔-代里耶尔富、吕塞、帕涅-代里耶尔巴里讷、图勒。

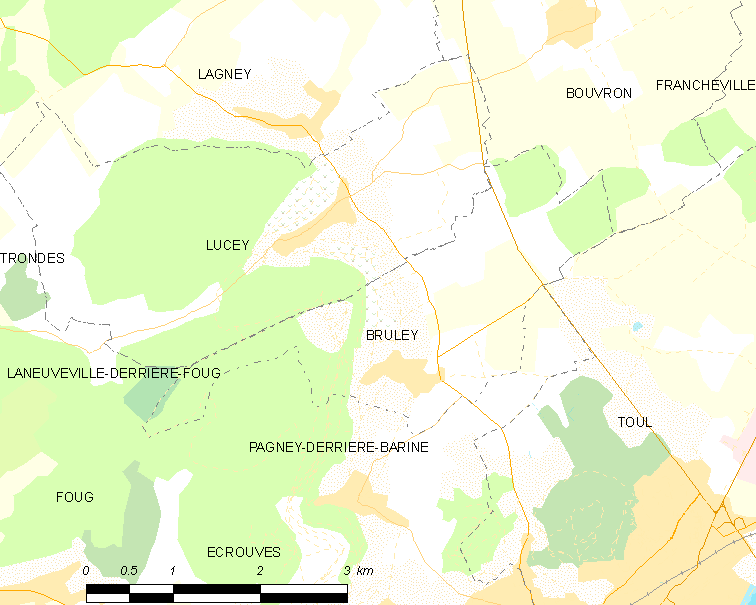
布吕莱的OSM定位图

布吕莱的时区为UTC+01:00、UTC+02:00（夏令时）。

## 行政
布吕莱的邮政编码为54200，INSEE市镇编码为54102。

## 政治
布吕莱所属的省级选区为北图卢瓦县。

## 人口

1962-2008年间布吕莱人口变化图示

布吕莱于2022年1月1日时的人口数量为616人。